# Claude Netter
Claude Netter (Parigi, 23 ottobre 1924 – Neuilly-sur-Seine, 13 giugno 2007) è stato uno schermidore francese, vincitore di una medaglia d'oro ed una d'argento nella scherma ai giochi olimpici.